# Kamares-Höhle

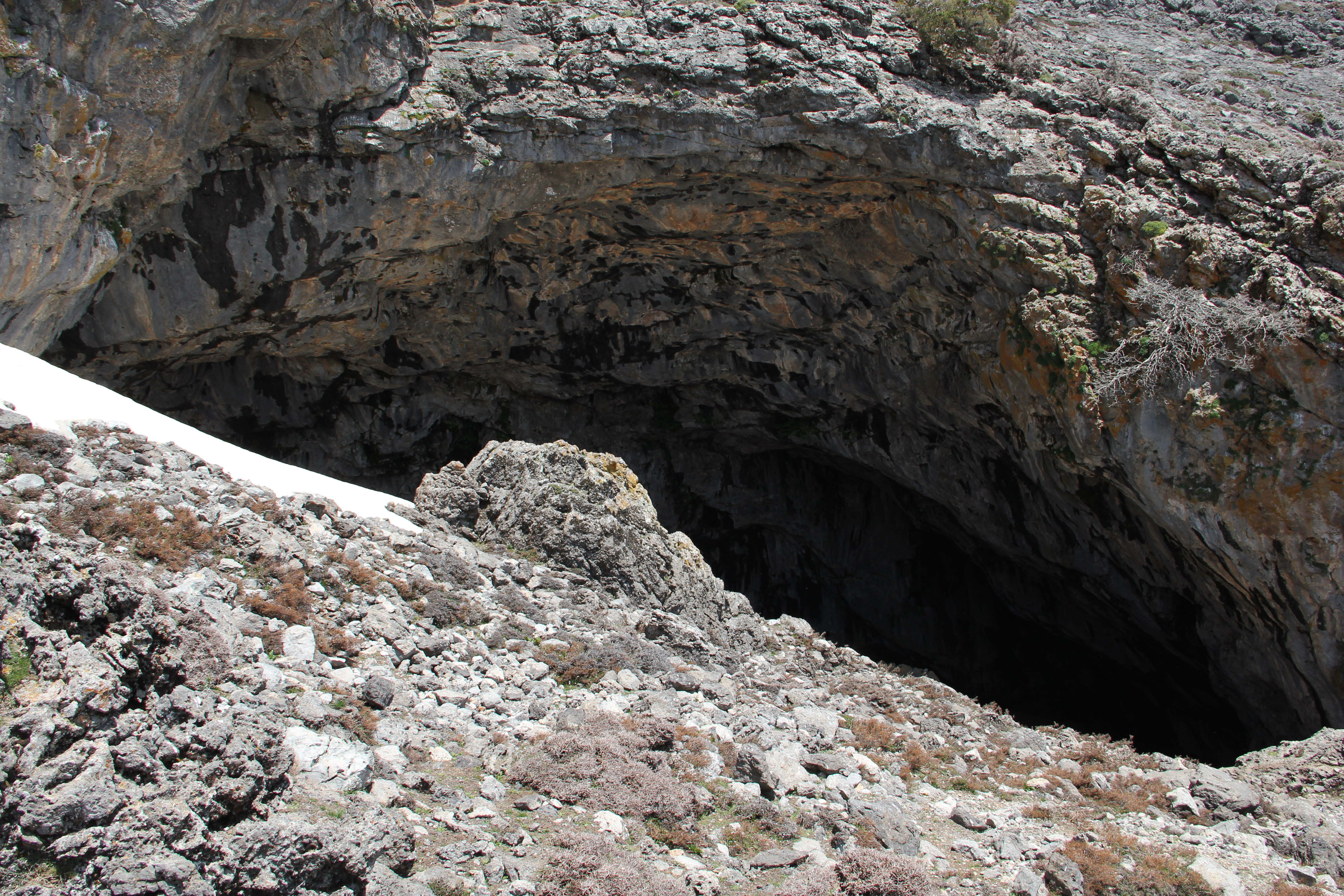
Eingang der Kamares-Höhle

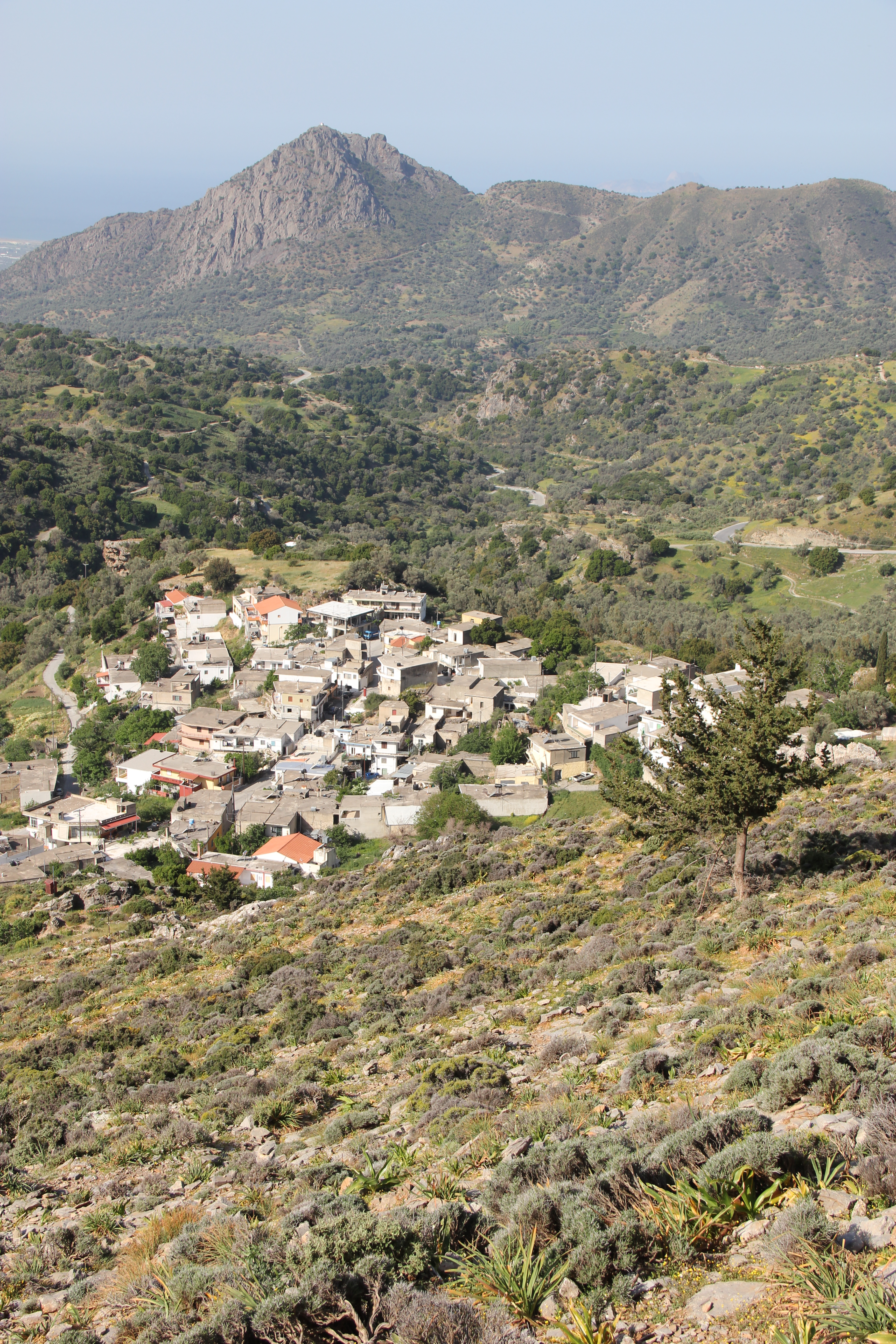
Kamares

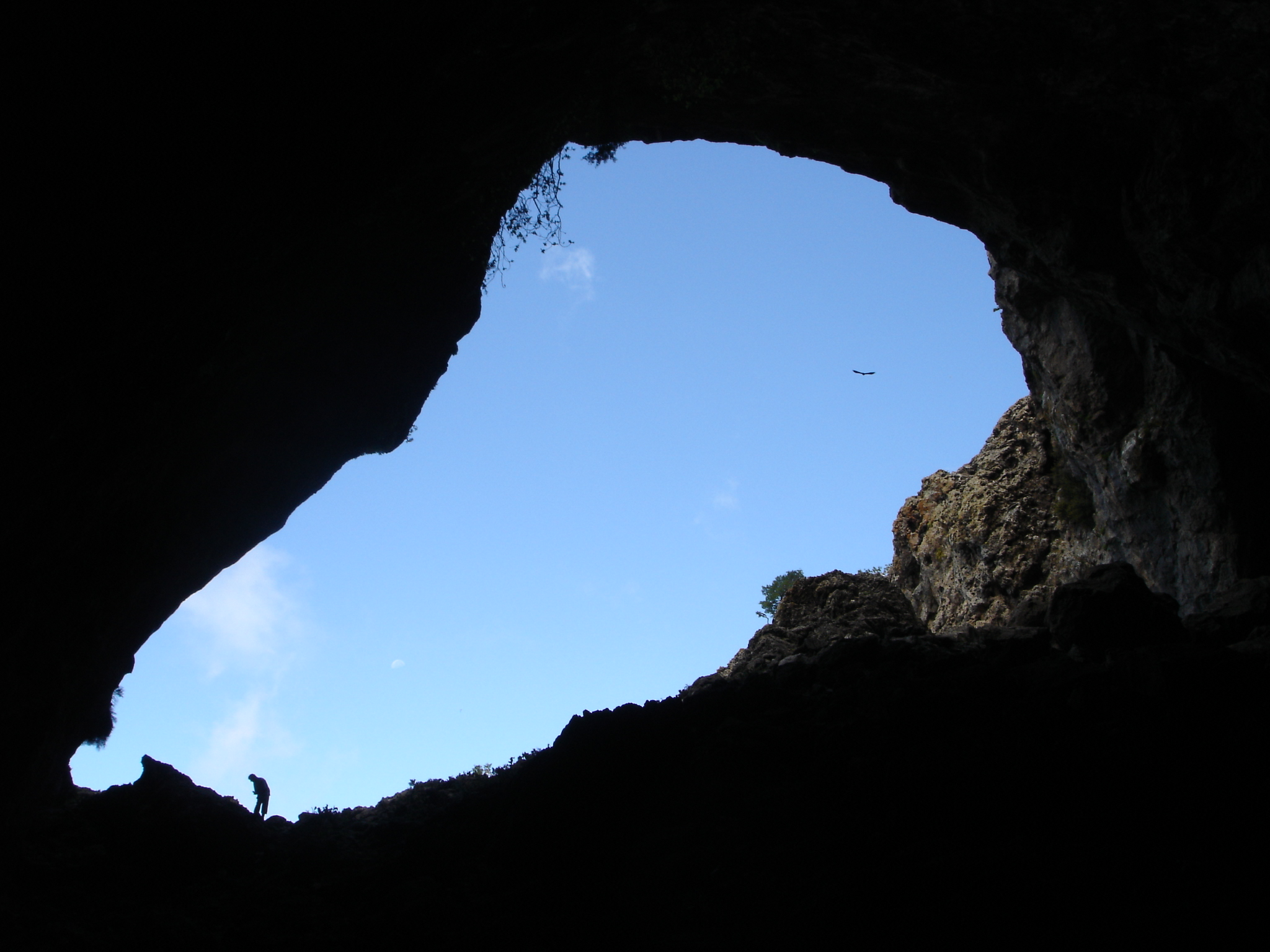
Höhlenöffnung von innen gesehen

Die Kamares-Höhle befindet sich in 1524 Meter Höhe am südlichen Abhang des Psiloritis-Gebirges auf der Insel Kreta. Die Höhle wurde nach dem unterhalb der Höhle gelegenen Ort Kamares benannt. Unter den Einheimischen wird sie auch Mavrospileon (griechisch Μαυροσπήλαιον = schwarze Höhle) genannt. Bekannt wurde die Höhle wegen der minoischen Keramik, die auf Kreta erstmals hier gefunden wurde und nach dem Fundort als Kamares-Ware bezeichnet wird. Die heute im Archäologischen Museum in Iraklion ausgestellten Funde zählen zu den schönsten Relikten der minoischen Kultur.

## Zugang
Die unterhalb des Doppelberges Marvi (1981 Meter) gelegene Kamares-Höhle kann nur zu Fuß auf einer anstrengenden und gute Kondition erforderlichen Bergwanderung erreicht werden (es müssen über 1000 Höhenmeter aufgestiegen werden). Vom Bergdorf Kamares benötigt man für den Auf- und Abstieg gut sechs Stunden. Die erste Hälfte des Anstiegs verläuft auf dem Europäischen Fernwanderweg E4, der Schlussanstieg auf teils nur schwer auszumachender Trittspur, GPS-Unterstützung empfohlen.

## Beschreibung
Es wird vermutet, dass in der Höhle eine Fruchtbarkeitsgöttin verehrt wurde, da man hier Getreide und Erdfrüchte fand, von denen man glaubt, dass es sich um Opfergaben für die Göttin handelt. Die Höhle hat eine 42 Meter weite und 20 Meter hohe Öffnung, die von der Messara-Ebene und dem antiken Phaistos aus sichtbar ist. Aus diesem Grund vermutet man, dass sie in enger Beziehung zu Phaistos stand. Vor dem Eingang gibt es einen 50 Meter breiten und 30 Meter tiefen Platz, auf diesem vermutete Antonio Taramelli einen Opferaltar.
Der vordere Teil der Höhle hat eine Länge von etwa 100 Metern und fällt steil um 40 Meter ab und ist wegen der großen Öffnung hell. Am unteren Ende gibt es eine nur einen Meter breite Passage, die zu einer 10 Meter hohen dunklen Galerie führt. Am Ende erreicht man eine Halle mit einem kleinen Teich.
Die aufgefundene Keramik zeigt, dass die Höhle während einer Zeit von etwa 3000 v. Chr. bis 1100 v. Chr. besucht wurde. Der größte Teil der Keramik stammt jedoch aus der Früh- und Mittelminoischen Zeit (3000–1700 v. Chr.) und zeigt, dass der Kult zu dieser Zeit florierte und später an Bedeutung verlor.

## Archäologische Erforschung

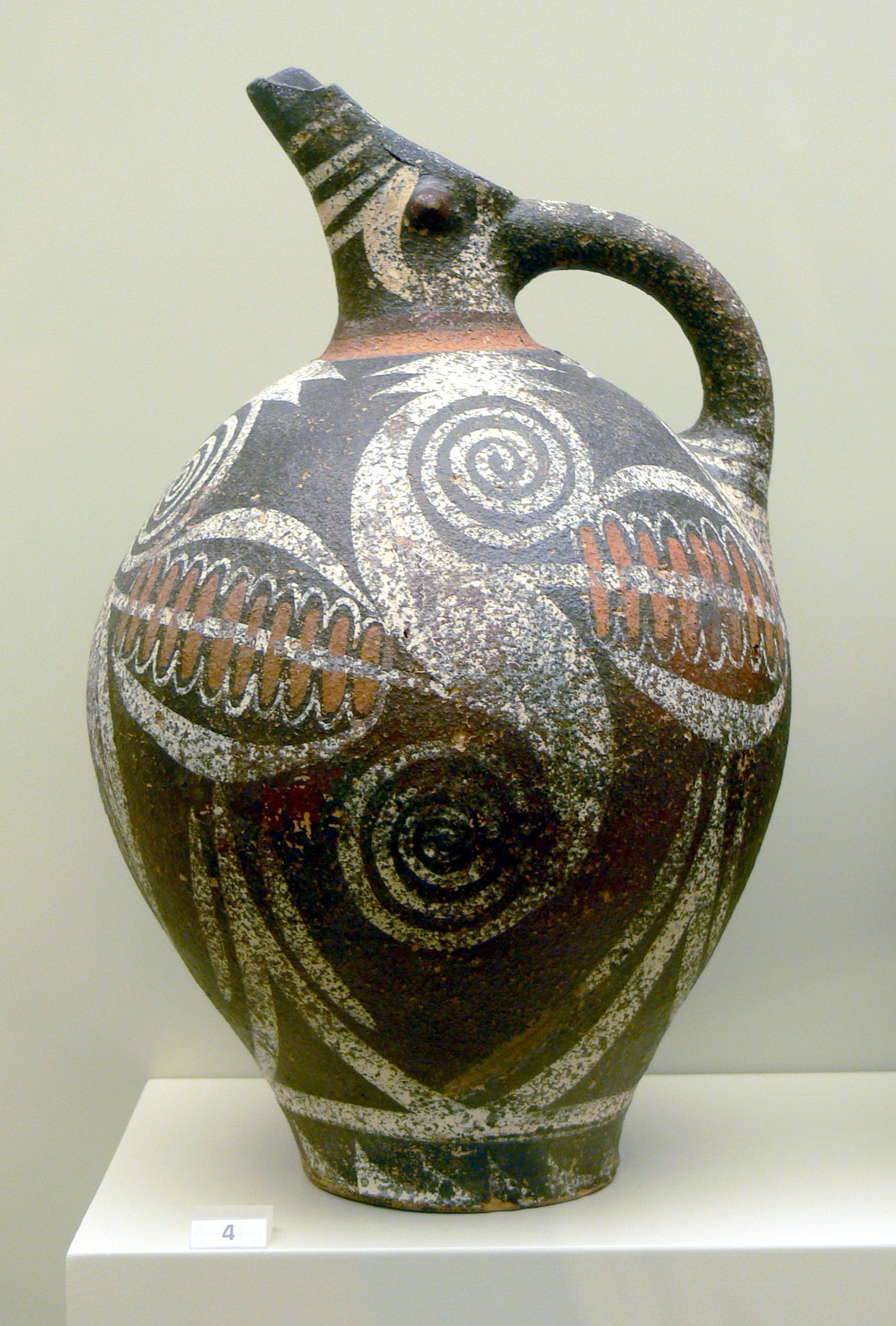
Schnabelkanne im Kamares-Stil (um 2100–1700 v. Chr.)

1890 erhielt der Arzt und Archäologe Iosif Chatzidakis von einem Bauer aus Kamares Tonscherben einer hochwertigen Keramik, die bisher auf Kreta nicht dokumentiert worden war und die er in der Kamares-Höhle aufgesammelt hatte. Antonio Taramelli besuchte 1894 als erster Wissenschaftler die Höhle und stellte erste Untersuchungen an. 1913 führten Richard MacGillivray Dawkins und Max L. W. Laistner systematischen Ausgrabungen durch. Im Jahre 2006 analysierte die Archäologin Aleydis Van De Moortel die Gesamtheit der in der Höhle gefundenen Keramik und konnte zeigen, dass auch schon zur Vorpalastzeit (frühminoische Zeit) die Höhle stark frequentiert war. Vorher war man davon ausgegangen, dass der überwiegende Teil aus der mittelminoischen Zeit (MM I B bis MM II A) stammte, da man den größten Teil der unbemalten Keramik vor Ort zurückließ.

## Flora
Der Aufstiegspfad zur Kamares-Höhle führt abwechselnd durch Phrygana und lichten Wald aus Zypressen und Kermeseichen (Quercus coccifera). Im Unterwuchs können etliche endemische Arten gesichtet werden, u. a. die Kretische Schwertlilie (Iris unguicularis subsp. cretensis), Kretischer Aronstab (Arun creticum) und Kretischer Blaustern (Scilla nana).

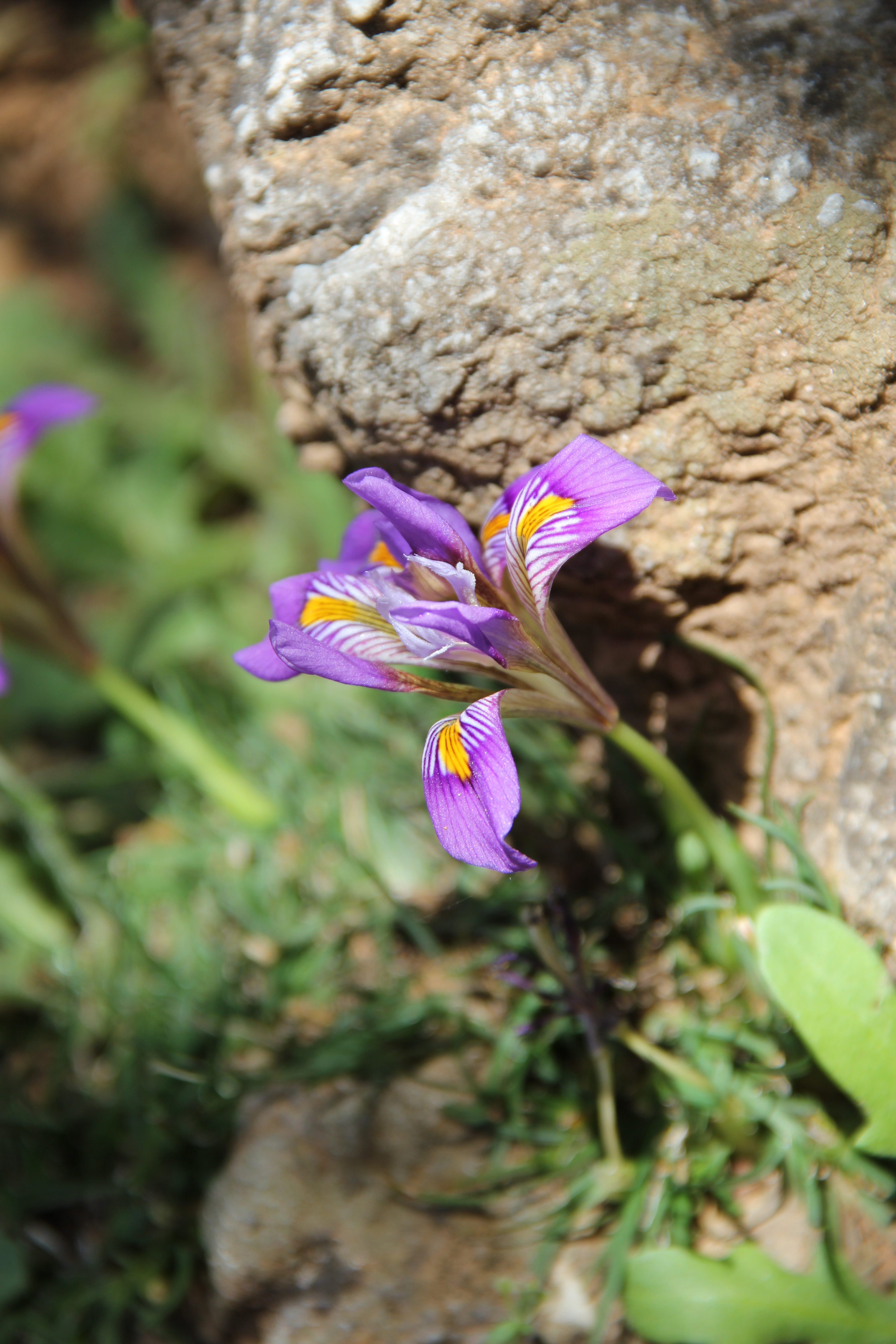
Kretische Schwertlilie
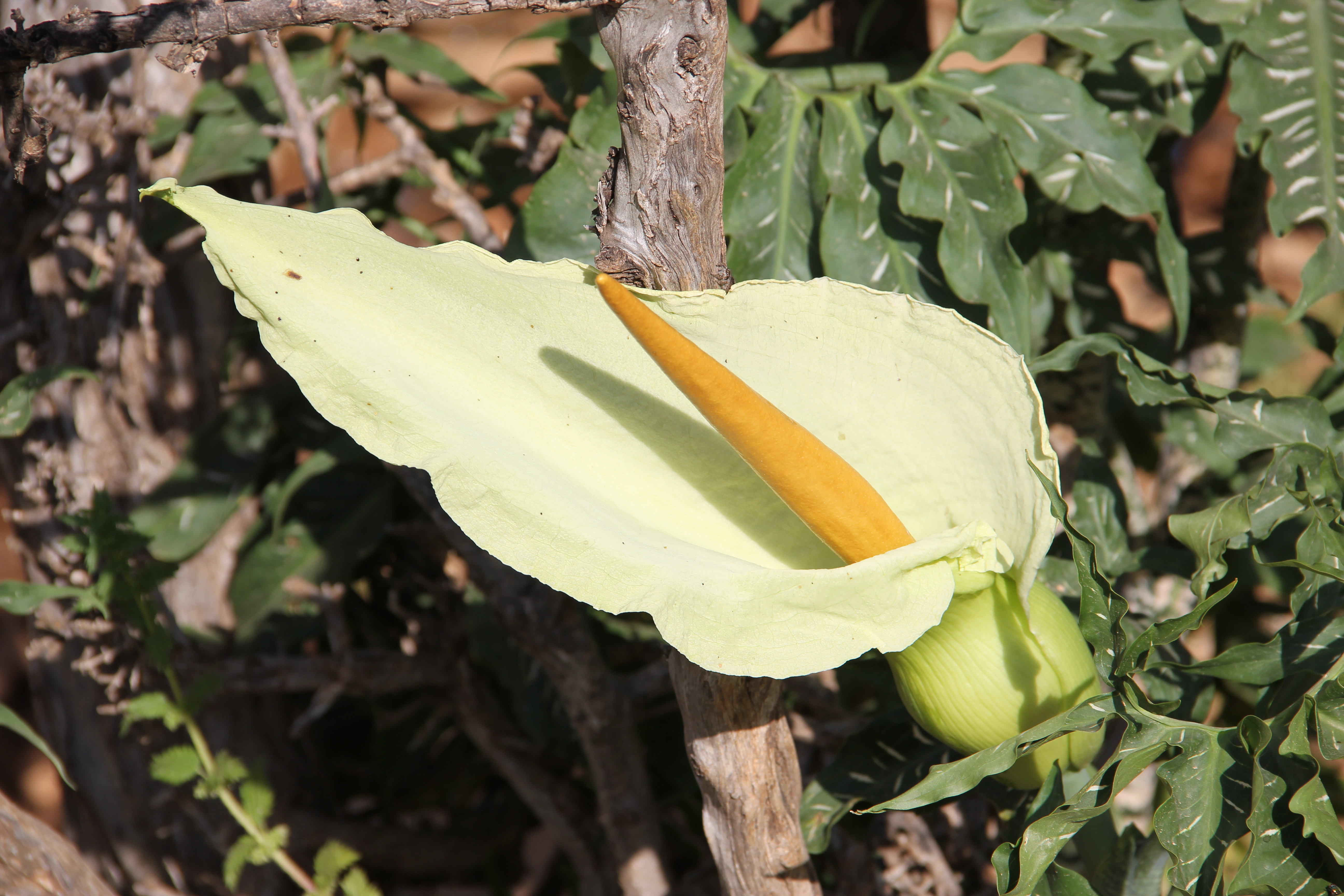
Kretischer Aronstab
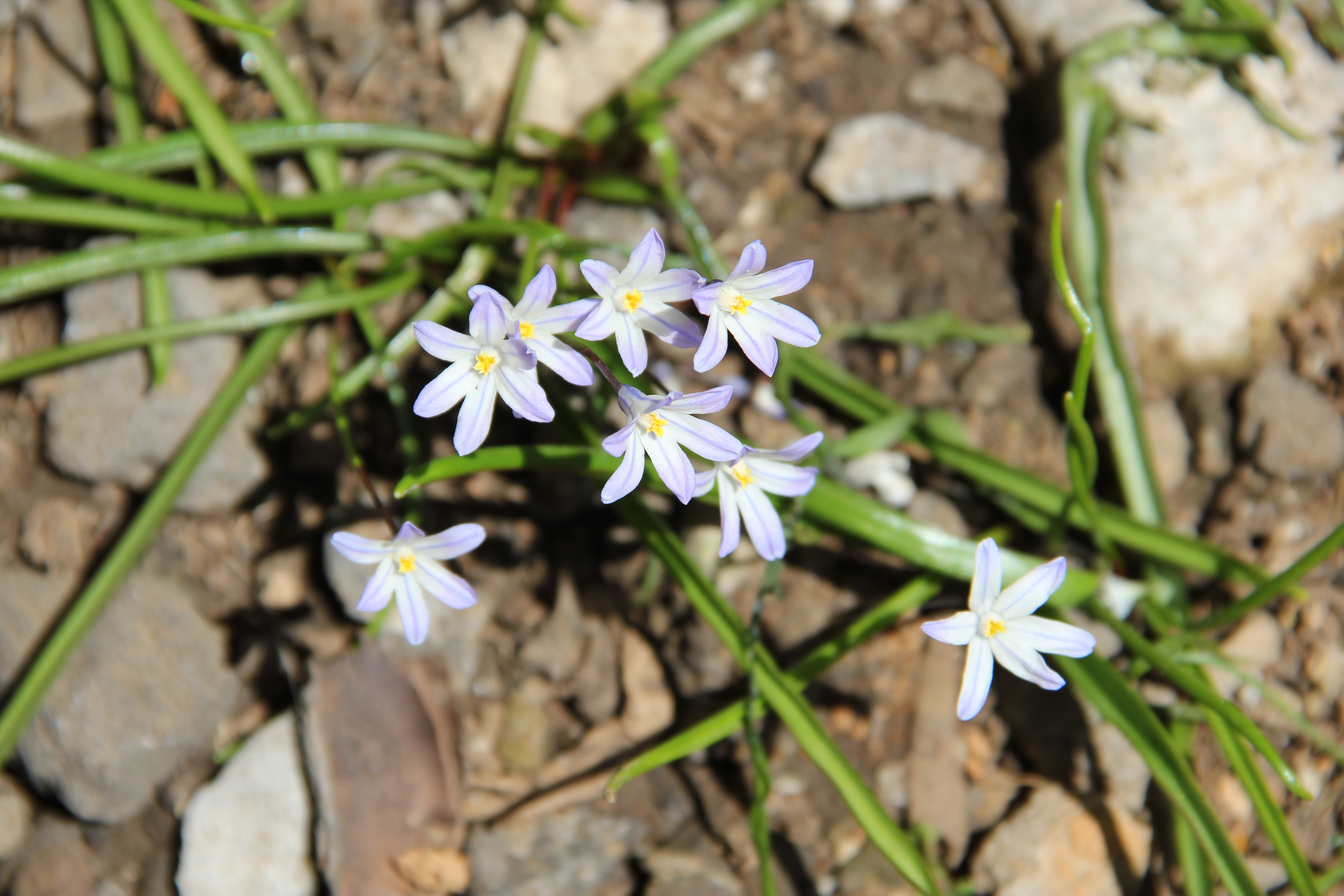
Kretischer Blaustern